# Parada de Conjunto Europa
Conjunto Europa es una parada del Tranvía de Vélez-Málaga. Estaba ubicada en la Avenida de Andalucía, Torre del Mar. Fue clausurada en 2012, con el resto de la red.

## Líneas y conexiones
| << Cabecera  | < Estación   |                 | Estación > | Cabecera >>         |
| ------------ | ------------ | --------------- | ---------- | ------------------- |
| Paseo Larios | Paseo Larios | Conjunto Europa | Azucarera  | Parque Jurado Lorca |